# Лумлянська сільська рада
Лумлянська сільська рада — колишня адміністративно-територіальна одиниця та орган місцевого самоврядування у Базарському і Малинському районах Коростенської і Волинської округ, Київської й Житомирської областей Української РСР з адміністративним центром у селі Лумля.

## Населені пункти
Сільській раді на час ліквідації були підпорядковані населені пункти:
- с. Лумля

## Населення
Кількість населення ради, станом на 1923 рік, становила 996 осіб, кількість дворів — 213.

## Історія та адміністративний устрій
Створена 1923 року, в с. Лумля Ново-Вороб'ївської волості Овруцького повіту Волинської губернії. 7 березня 1923 року включена до складу новоствореного Базарського району Коростенської округи. 2 березня 1927 року передана до складу Малинського району Коростенської округи.
Станом на 1 вересня 1946 року сільська рада входила до складу Малинського району Житомирської області, на обліку в раді перебувало с. Лумля.
Ліквідована 11 серпня 1954 року, відповідно до указу Президії Верховної ради Української РСР «Про укрупнення сільських рад по Житомирській області», територію та населені пункти ради приєднано до складу Пиріжківської сільської ради Малинського району Житомирської області.